# Ацо Йовановски
Александър (Ацо) Йовановски (на македонска литературна норма: Александар Jовановски) е актьор и режисьор от Социалистическа република Македония.

## Биография
Роден е на 31 декември 1930 г. в град Скопие. През 1952 г. завършва Държавна средна театрална школа в Скопие. В периода 1951-1964 г. работи в театралния отдел на Македонския народен театър. През 1965 г. се премества в Драматичния театър, където играе до пенсионирането си.
Участва активно в киното с над 60 роли в цяла Югославия. Дебютира с ролята на Климе в първия югославски македонски игрален филм „Фросина“ през 1952 г. Следват „Мирно лято“, „Черно семе“, „Жажда“, „Македонският дял от пъкъла“ (в ролята на Коста), „Селски бунт“, „Най-дългият път“, „Оловна бригада“, „Цървеният кон“, „Възел“..